# Autonomie
Autonomie (z řeckého autonomos, řídící se vlastními zákony, a autonomia, politická nezávislost) je stav určitého společenství nebo jednotlivce, pokud se řídí pravidly a zákony, které si sám dává nebo dobrovolně přijímá. Tento princip se projevuje v mnoha různých oblastech, například v politice (politická autonomie) nebo v právu (autonomie vůle jako důležitý princip soukromého práva, který předpokládá, že každý může svobodně vstupovat do vztahů s jinými a sjednávat si práva a povinnosti, pokud tím neporušuje zákon).
Protikladem autonomie je heteronomie, poslušnost cizím, případně i vnuceným pravidlům a zákonům.

## Politická autonomie
Politická autonomie znamená vysokou míru samosprávy určitého politického útvaru (města, provincie nebo státu), která se může týkat výkonu správy na vlastním území, případně i vlastního zákonodárství, ovšem jen v místních a regionálních záležitostech. Neznamená tedy plnou politickou samostatnost či svrchovanost. Příkladem může být autonomní území nebo autonomní republika v rámci suverénního státu, nejčastěji na národnostním základě a ve prospěch menšin.